# کاریدینا
کاریدینا یک سرده از میگوهای آتیید آب شیرین است. آنها به‌طور گسترده در آبهای گرمسیری یا نیمه گرمسیری آسیا، اقیانوسیه و آفریقا یافت می‌شوند. آنها پالیده‌خواری و لاشخورهای همه چیز خوار هستند. آنها از ۰٫۹–۹٫۸ میلی‌متر (میگوی زنبوری) تا ۱٫۲–۷٫۴ میلی‌متر (C. serrata) در طول پشت‌لاک متغیر هستند.

## طبقه‌بندی و گونه‌ها

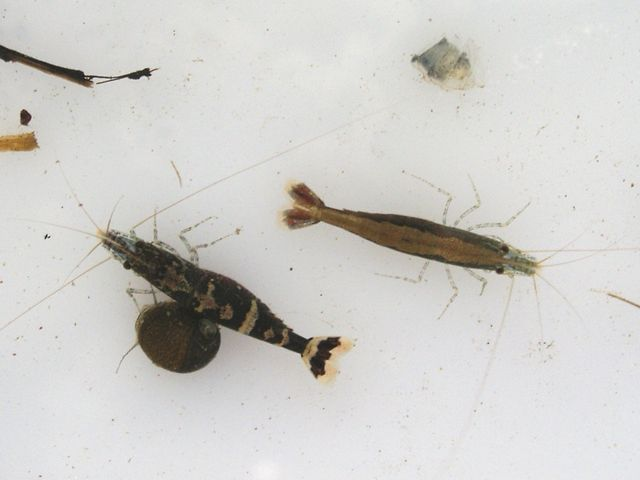
میگوی نینجا، گونه گسترده آب شیرین از منطقه هند و اقیانوس آرام

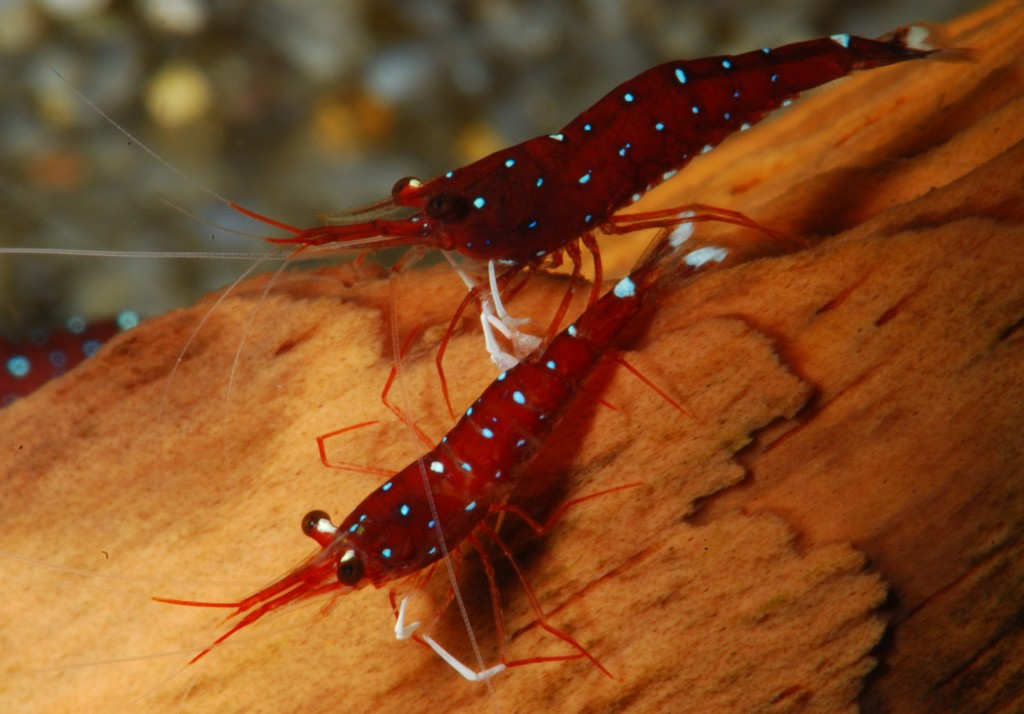
میگوی کاردینال، یکی از چندین گونه محدود شده در جزیره سولاوسی اندونزی

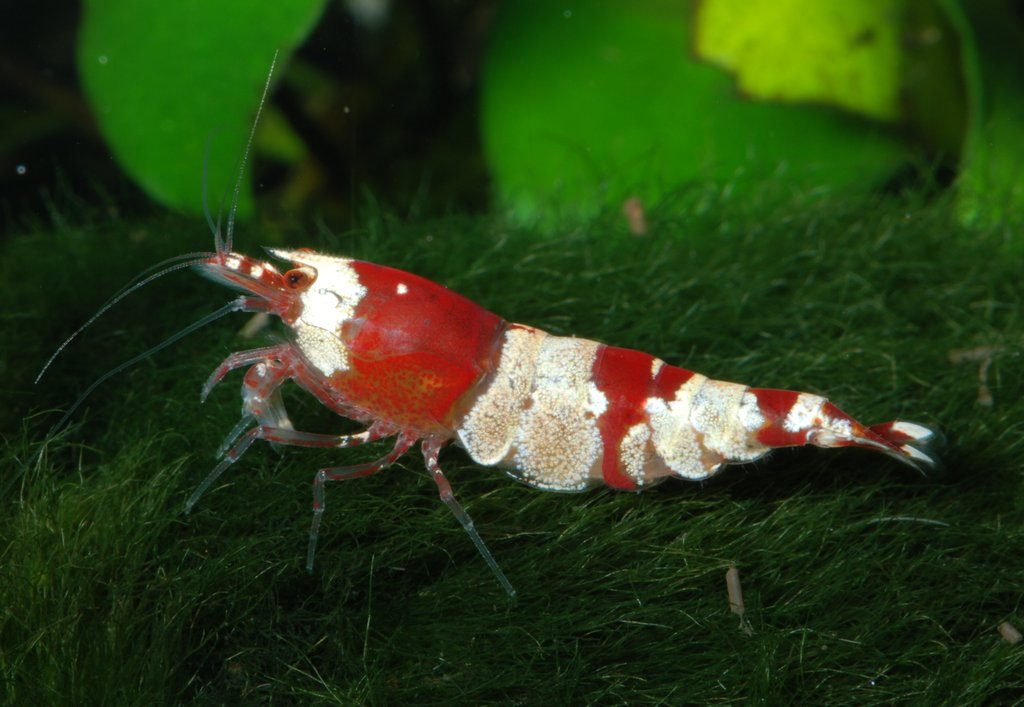
میگوی زنبوری به‌طور گسترده در آکواریوم‌ها نگهداری می‌شود و چندین فرم رنگی از طریق پرورش انتخابی به دست آمده‌است.

شواهدی مبنی بر هیبریداسیون بین گونه‌های سمپاتری وجود دارد که نیاز به دقت در تفسیر آنالیزهای فیلوژنتیک مولکولی دارد که از تعداد زیادی نمونه استفاده نمی‌کنند.
از مارس ۲۰۲۲، سیستم اطلاعات طبقه‌بندی یکپارچه، جنس کاردینا را دارای ۳۴۰ گونه فهرست کرده‌است.

## تهدیدات و حفاظت
از مارس ۲۰۲۳، فهرست قرمز IUCN، ۵۶ گونه کاردنیا را به عنوان در معرض خطر، ۱۸ گونه در فهرست به شدت در معرض خطر، ۵ گونه در فهرست در معرض خطر و ۳۳ گونه در فهرست آسیب‌پذیر قرار داده‌است. از این تعداد، دو (Caridina apodosis و Caridina yilong) به عنوان احتمالاً منقرض شده و یکی (میگوی کاردینال) به عنوان احتمالاً منقرض شده در طبیعت ذکر شده‌است.